# Ostrołęka (województwo opolskie)
Ostrołęka – osada w Polsce położona w województwie opolskim, w powiecie kluczborskim, w gminie Lasowice Wielkie.